# ویلفرید هانس
ویلفرید هانس (به آلمانی: Wilfried Hannes) بازیکن فوتبال و مدافع اهل آلمان است که از سال ۱۹۸۱ میلادی عضو تیم ملی فوتبال آلمان بوده‌است. وی در ۸ بازی ملی حضور داشته است و آخرین بازی ملی خود را در سال ۱۹۸۲ میلادی انجام داد. ویلفرید هانس در بازی‌های ملی‌اش گلی به ثمر نرساند.